# Orquestra de les Forces de Defensa d'Israel
L'Orquestra de les Forces de Defensa d'Israel (FDI) (en hebreu: תזמורת צה"ל) (Tizmoret Tzahal) és el principal conjunt musical de les Forces de Defensa d'Israel (FDI). La banda de música inclou a músics i a cantants que realitzen el servei militar i que han superat amb èxit unes proves d'aptitud musical abans del seu allistament en les FDI. La banda de música de les FDI actua en les cerimònies militars i rendeix honors als mandataris nacionals i estrangers en les visites i en els actes oficials. L'orquestra també actua en celebracions populars i en diversos esdeveniments comunitaris. L'orquestra de les FDI va ser fundada en 1948 com a part de les noves Forces de Defensa d'Israel.

## Directors de la banda de música de les FDI
| Nº | Director            | Inici | Fi       |
| -- | ------------------- | ----- | -------- |
| 1  | Izhak Muse          | 1948  | 1949     |
| 2  | Shalom Ronli-Riklis | 1949  | 1960     |
| 3  | Izhak Graziani      | 1962  | 2003     |
| 4  | Michael Yalabran    | 2003  | 2013     |
| 5  | Noam Inbar          | 2013  | en actiu |